# Miletus poltinus
Miletus poltinus är en fjärilsart som beskrevs av Grose-smith. Miletus poltinus ingår i släktet Miletus och familjen juvelvingar. Inga underarter finns listade i Catalogue of Life.